# Beach Festival World Championship 1997
Beach Festival World Championship 1997 — це аркадна гра на тему пляжного волейболу, була випущена південнокорейською компанією Comad у 1997 році. У ньому представлені міжнародні команди волейболістів та волейболісток, які змагаються на «World Beach Ball Championships».